# Beta-oxidation
Beta-oxidation, även kallad fettsyracykeln, är en nedbrytningsprocess av fettsyror.
Betaoxidationen är en cyklisk reaktion på fem steg. Varje varv slutförs med att två kolatomer har avspjälkats i form av en acetylgrupp länkat till en koenzym A vilket bildar acetyl-koenzym A.

## Reaktionscykeln

Betaoxidationen

Betaoxidationen föregås av ett flertal steg innan dess utgångssubstrat, fettsyra-CoA bildas. Först spjälkas triacylglycerider till glycerol och fria fettsyror, detta sker i adipocyter under inverkan av noradrenalin eller glukagon, vilket aktiverar hormonkänsligt lipas, som spjälkar av en eller två fettsyror så att andra lipaser kan frigöra den sista fettsyran.
Fettsyrorna transporteras ut i blodet genom att de binder till albumin, från albuminet transporteras de sedan in i kroppens celler. Väl inne i cellerna måste fettsyrorna sedan transporteras in i mitokondrierna enligt följande steg: 
1. Fettsyran förestras med CoA till fettsyre-CoA i en ATP-beroende reaktion, varpå den diffunderar in över mitokondriens yttre membran.
2. Därefter reagerar fettsyre-CoA:t med karnitin via enzymet karnitinpalmitoyltransferas 1 (CPT1) som flyttar fettsyran från CoA:t till karnitinet. Detta steg hämmas av malonyl-CoA, som bildas i lipogenesen eftersom dessa processer är motriktade och inte bör ske samtidigt.
3. Fettsyrekarnitinet överförs till mitokondriens matrix med hjälp av enzymet karnitin-O-palmityltransferas.
4. Inne i matrixen agerar karnitinpalmitoyltranseras 2 i motsatt riktning till CPT1 varpå fettsyre-CoA och karnitin återbildas.

Själva betaoxidationen går enligt följande steg:
1. FAD tar upp två väteatomer så att en dubbelbindning bildas mellan fettsyrans α- och β-kolatom. FADH2 bildas.
2. En vattenmolekyl adderas till α-β-dubbelbindningen. OH-gruppen binds till β-kolatomen.
3. NAD+ oxiderar β-kolatomen (därav namnet beta-oxidation). NADH + H+ bildas.
4. Acetyl-CoA avspjälkas samtidigt som ett nytt koenzym A kopplas på. Acetyl-CoA och fettsyra-CoA bildas.

Det som är kvar av fettsyran går in i ett nytt varv i cykelns andra steg. Detta upprepas tills fettsyran har brutits ner till acetylgrupper.

## Produkter
Varje varv i betaoxidationen ger:
- 1 st. FADH2 → Elektrontransport (eller reaktioner där något ämne ska reduceras med väte)
- 1 st. NADH → samma som ovan
- 1 st. Acetyl-CoA → Citronsyracykeln
- Fettsyra-CoA (N-1) → betaoxidations andra steg (sista varvet ger ingen ny fettsyra-CoA utan en extra acetyl-CoA).

### Nettoproduktion av ATP
Med palmitinsyra som substrat ger beta-oxidationen upphov till följande mängd ATP (förutsatt att varje NADH ger 2,5 ATP, och varje FADH2 ger 1,5 ATP i elektrontransportkedjan samt att varje varv i citronsyracykeln ger 10 ATP per acetyl CoA):
- 7 FADH2	x 1.5 ATP	= 10.5 ATP
- 7 NADH	x 2.5 ATP	= 17.5 ATP
- 8 acetyl CoA	x 10 ATP	= 80 ATP
- Aktiverings-ATP		= -2 ATP

Totalt 10,5 + 17,5 + 80 - 2 ATP per Palmitoylfettsyra → 106 ATP.